# Straight Blast Gym Ireland
Straight Blast Gym — бойцовский клуб MMA базирующийся в Дублине, Ирландия. В клубе тренируются бойцы UFC и Bellator MMA.

## История
Джон Кавана имел чёрный пояс по карате. Увлекшись бразильским джиу-джитсу, вдохновляется открыть свой зал. Первое название зала было Shed (анг. сарай). Позже, познакомившись с Мэттом Торнтом, Джон открывает франшизу клубом Sraight Blast Gym, и в 2002 году зал был переименован в SBG Ireland.
Первым ирландским бойцом, который представлял SBG стал Джон Хэтуэй на турнире UFC 93 в Дублине в 2012 году. Джон Хэтуэй потерпел поражение. Следующим бойцом, выступавшим за клуб SBG, стал исландский боец Гуннар Нельсон, он дебютировал на турнире UFC on Fuel TV:Struve vs Miocic. В следующем году дебютировал ирландец Конор Макгрегор, выиграв американца Маркуса Бримейджа нокаутом в первом раунде.
Зал получил первый пояс UFC 11 июля 2015 года. Из-за отмены титульного боя Конора МакГрегора с чемпионом Жозе Альду ему вышел на замену первый номер претендентов Чед Мендес. Конор нокаутировал Мендеса во втором раунде и завоевал пояс временного чемпиона UFC в полулёгком весе. В бою за объединение поясов на турнире UFC 194 Конор завоевал титул неоспоримого чемпиона UFC в полулёгком весе, нокаутировав Жозе Альду.

## Награды клуба
- 2014 — клуб года (SBG-Ireland)
- 2015 — тренер года (Джон Кавана)
- 2015 — тренер года (Идо Портал)
- 2015 — клуб года (SBG-Ireland)
- 2016 — клуб года (SBG-Ireland)
- 2016 — тренер года (Джон Кавана)